# Maternica
Maternica (lat. uterus) je organ ženskog spolnog sustava, koji se nalazi u zdjelici iza mokraćnog mjehura i ispred debelog crijeva. Maternica je, osim kod žene, spolni organ i u svih ženskih jedinki sisavaca koji rađaju žive mlade (tj. ne legu jaja). Glavna funkcija maternice je prehrana i zaštita ploda.

## Anatomija
Maternica je kruškoliki organ koji je okrenut vrhom prema dolje. U tijelu maternice nalazi se trokutasta šupljina, materište (lat. cavum uteri). Ta šupljina postoji kod žena koje su rodile, dok su kod nerotkinja stijenke maternice priljubljene.
Dijelovi maternice su tijelo maternice (lat. corpus uteri) i vrat maternice (lat. cervix uteri). Između trupa i vrata nalazi se suženi dio (lat. isthmus) koji anatomski pripada trupu maternice, a funkcionalno vratu (kod poroda donji uterini segment isthmusa ima važnu ulogu). Dno maternice (lat. fundus uteri) je dio tijela maternice koji se nalazi izbočen iznad hvatišta jajovoda za maternicu. Rogovi maternice su dijelovi maternice na koje se vežu jajovodi. 
Maternica odrasle žene duga je 7,5 cm (4 cm trup, 0,5 cm suženi dio, 3 cm vrat), a teška 40 do 60 grama. 
Vrat maternice dijelimo na dio koji se nalazi u rodnici (lat. portio vaginalis cervicis) i dio izvan (lat. pars supravaginalis cervicis). Porcija se nalazi otprilike 1 cm u rodnici, dok je ostatak dug otprilike 2 cm.

## Histologija
Maternica je građena od tri sloja:
- Potrbušnica (lat. perimetrium) - vanjski sloj, serozna ovojnica srasla s mišićnim slojem
- Mišićni sloj (lat. myometrium) - najdeblji sloj koji se sastoji od snopova glatkih mišića i male količine vezivnog tkiva između glavnih snopova
- Sluznica maternice (lat. endometrium) - sloj koji obavija unutrašnjost materišta, a sastoji se od epitela (jednoslojnog cilindričnog i žlijezdanog) i veziva, i koji tijekom menstruacijskog ciklusa prolazi kroz određene promjene.

## Poveznice
- Anomalije maternice

## Vanjske poveznice

### Ostali projekti
|  | Zajednički poslužitelj ima još gradiva o temi Ženski spolni sustav |

|  | Molimo pročitajte upozorenje o korištenju medicinskih informacija. Ne provodite liječenje bez savjetovanja s liječnikom! |